# Shimizu Keisuke
Keisuke Shimizu (清水 圭介 Shimizu Keisuke, sinh ngày 25 tháng 11 năm 1988 ở Kakogawa, Hyōgo) là một cầu thủ bóng đá người Nhật Bản, hiện tại thi đấu cho Kyoto Sanga F.C.. Anh là một thủ môn.

## Thống kê sự nghiệp câu lạc bộ
Cập nhật đến ngày 23 tháng 2 năm 2016.
| Thành tích câu lạc bộ | Thành tích câu lạc bộ | Thành tích câu lạc bộ | Giải vô địch | Giải vô địch | Cúp                   | Cúp                   | Cúp Liên đoàn | Cúp Liên đoàn | Tổng cộng | Tổng cộng |
| Mùa giải              | Câu lạc bộ            | Giải vô địch          | Số trận      | Bàn thắng    | Số trận               | Bàn thắng             | Số trận       | Bàn thắng     | Số trận   | Bàn thắng |
| Nhật Bản              | Nhật Bản              | Nhật Bản              | Giải vô địch | Giải vô địch | Cúp Hoàng đế Nhật Bản | Cúp Hoàng đế Nhật Bản | Cúp Liên đoàn | Cúp Liên đoàn | Tổng cộng | Tổng cộng |
| --------------------- | --------------------- | --------------------- | ------------ | ------------ | --------------------- | --------------------- | ------------- | ------------- | --------- | --------- |
| 2007                  | Oita Trinita          | J1 League             | 0            | 0            | 0                     | 0                     | 0             | 0             | 0         | 0         |
| 2008                  | Oita Trinita          | J1 League             | 0            | 0            | 1                     | 0                     | 0             | 0             | 1         | 0         |
| 2009                  | Oita Trinita          | J1 League             | 0            | 0            | -                     | -                     | 0             | 0             | 0         | 0         |
| 2009                  | New Wave Kitakyushu   | JFL                   | 0            | 0            | 0                     | 0                     | -             | -             | 0         | 0         |
| 2010                  | Oita Trinita          | J2 League             | 13           | 0            | 1                     | 0                     | -             | -             | 14        | 0         |
| 2011                  | Oita Trinita          | J2 League             | 32           | 0            | 1                     | 0                     | -             | -             | 33        | 0         |
| 2012                  | Oita Trinita          | J2 League             | 40           | 0            | 0                     | 0                     | -             | -             | 40        | 0         |
| 2013                  | Oita Trinita          | J1 League             | 10           | 0            | 4                     | 0                     | 2             | 0             | 16        | 0         |
| 2014                  | Avispa Fukuoka        | J2 League             | 5            | 0            | 1                     | 0                     | -             | -             | 6         | 0         |
| 2015                  | Kyoto Sanga FC        | J2 League             | 22           | 0            | 2                     | 0                     | -             | -             | 24        | 0         |
| Tổng cộng sự nghiệp   | Tổng cộng sự nghiệp   | Tổng cộng sự nghiệp   | 112          | 0            | 10                    | 0                     | 2             | 0             | 124       | 0         |

## Danh hiệu

### Đội bóng
- Vô địch J. League Cup - 2008